# Gustaf Adolf Engman
Gustaf Adolf Engman, född den 18 oktober 1791 i Vadstena, död 28 mars 1858 i Eksjö var en svensk betjänt och målare.

## Biografi
Engman var son till Catharina Charlotta de Bada. Han fick tidigt klara sig på egen hand och sysselsatte sig som vallpojke och senare som betjänt hos kammarherre och greve Claes Casimir Lewenhaupt på Claestorp i Södermanland samt hos greve och konstmecenat Gustaf Trolle-Bonde på Säfstaholm också i Södermanland.
När Engman tjänstgjorde på olika herrgårdar passade han på att studera deras målningar och gravyrer; han började också själv renovera gamla tavlor. På så sätt skaffade han sig erfarenheter om måleriets teknik. 
Lewenhaupt, som under vintrarna vistades i Stockholm, uppmärksammade Engmans anlag för målning och uppmuntrade honom. I Stockholm fick han goda råd av professor Fredric Westin vid Konstakademien, som också lovade honom fortsatt utbildning.
År 1839 flyttade Gustaf Adolf Engman från Stockholm till Östra Vingåkers socken i Södermanland och bosatte sig 1847 i Kästorp, där han bodde till sin död 1858.

## Konstnärskap
Gustaf Adolf Engman målade en rad porträtt, oftast av familjemedlemmar i de hem han tjänstgjorde, bland annat hos  Drake, Lewenhaupt och Eric Ericsson i Ruda. Enligt en notis 1840 hade han då målat omkring 30 porträtt i olja. Han målade också altartavlor i kyrkor i Södermanland, Östergötland och Småland. Många av dessa är kopior. Han retuscherade otaliga porträtt och har därför blivit illa beryktad av eftervärlden. Hans egna verk tyder dock på att han ägde en ganska ovanlig talang, som emellertid på grund av bristande utbildning inte fick tillfälle att utvecklas.

## Verk
- Östra Vingåkers kyrka, Södermanland, målning "Kristi nedtagande från korset", 1839
- Lerbo kyrka, Södermanland, "Kristi uppståndelse", 1840
- Skedevi kyrka, Östergötland, "Nattvarden", 1844
- Flisby kyrka, Småland, "Kristi himmelsfärd", 1857
- Ödeshögs kyrka, Östergötland, "Korsfästelsen", 1857